# Isomerida paraiba
Isomerida paraiba là một loài bọ cánh cứng trong họ Cerambycidae.